# Цымбал, Валентин Павлович
Валентин Павлович Цымбал (2 августа 1933 — 14 февраля 2021) — профессор Сибирского государственного индустриального университета, доктор технических наук (1973), Заслуженный деятель науки РФ (1996), почётный профессор Кузбасса, действительный член международной академии наук высшей школы.	
Профессор-консультант (Кафедра прикладных информационных технологий и программирования).

## Биография
Родился 2 августа 1933 в городе Караганда. Окончил Сибирский металлургический институт в 1956 году.
С 1956 по 1959 работал сталеваром, начальником мартеновского цеха на Казахском металлургическом заводе.
В 1964 защитил кандидатскую диссертацию: Моделирование процесса обезуглероживания стали в мартеновской печи на электронных математических машинах.
В 1970-х годах коллективом учёных под руководством В. П. Цымбала на мартеновских печах КМК были установлены аналоговые вычислительные устройства, позволяющие регулировать загрузку руды.
В 1973 году защитил докторскую диссертацию: Исследование и управление сталеплавильным процессом с помощью математической моделей на примере обычной и интенсифицированной мартеновской плавки.
Начал внедрение на кафедре автоматизации металлургических процессов тренажёров — Сталевар, Конверторщик.
С 1976 года — Профессор. В 1981 возглавил вновь организованную кафедру математического моделирования в металлургии (с 1995 по 2013 — Информационные технологии в металлургии).
Создано новое направление- Математические модели и моделирование с помощью принципов самоорганизации.
С 1992 по 2010 год разрабатывал на производственной базе ЗСМК аппарат жидкофазного восстановления СЭР
В 1996 стал Заслуженным деятелем науки России. Избран членом-корреспондентом Сибирского отделения Академии наук Высшей школы.
С сентября 2016 года профессор-консультант кафедры прикладных информационных технологий и программирования.
Предлагал развивать в Новокузнецке мини-металлургию
Скончался 14 февраля 2021 г. после продолжительной болезни

## Труды
Опубликовал более 170 научных трудов, две книги, получил более 40 авторских свидетельств и патентов.
Некоторые труды:
- Математическое моделирование металлургических процессов : учебное пособие / В. П. Цымбал. М.: Металлургия, 1986
- Введение в теорию самоорганизации с примерами из металлургии : учебное пособие для вузов / В. П. Цымбал ; СибГГМА, Новокузнецк 1997
- Разработка научных основ создания энергометаллургического агрегата по переработке природного сырья и отходов на основе струйно-эмульсионного процесса на принципах самоорганизации : отчёт о НИР / Сиб. гос. индустр. ун-т ; Рук. работы В. П. Цымбал, Новокузнецк, 2006
- Мини-металлургия полного цикла для развития восточных районов страны / В. П. Цымбал. Новокузнецк: СибГИУ, 2013
- Процесс СЭР — металлургический струйно-эмульсионный реактор : [монография] / Сиб. гос. индустр. ун-т; под ред. В. П. Цымбала. М., 2014
- Математическое моделирование, создание прикладных инструментальных систем и новых металлургических процессов и агрегатов на принципах самоорганизации : справочник : посвящается 85-летию Сибирского государственного индустриального университета / Сиб. гос. индустр. ун-т, сост. В. П. Цымбал. ; Новокузнецк:, 2015